# Dacnis venusta
Dacnis venusta là một loài chim trong họ Thraupidae.